# Lijst van nummer 1-hits in Zwitserland in 2014
Deze hits stonden in 2014 op nummer 1 in de Schweizer Hitparade, de bekendste hitlijst in Zwitserland.
| Datum        | Artiest                               | Titel                            |
| ------------ | ------------------------------------- | -------------------------------- |
| 5 januari    | Avicii                                | Hey brother                      |
| 12 januari   | Pharrell Williams                     | Happy                            |
| 19 januari   | Pharrell Williams                     | Happy                            |
| 26 januari   | Pharrell Williams                     | Happy                            |
| 2 februari   | Pharrell Williams                     | Happy                            |
| 9 februari   | Pharrell Williams                     | Happy                            |
| 16 februari  | Pharrell Williams                     | Happy                            |
| 23 februari  | Pharrell Williams                     | Happy                            |
| 2 maart      | Pharrell Williams                     | Happy                            |
| 9 maart      | Pharrell Williams                     | Happy                            |
| 16 maart     | Pharrell Williams                     | Happy                            |
| 23 maart     | Mr. Probz                             | Waves (Robin Schulz remix)       |
| 30 maart     | Mr. Probz                             | Waves (Robin Schulz remix)       |
| 6 april      | Mr. Probz                             | Waves (Robin Schulz remix)       |
| 13 april     | Pharrell Williams                     | Happy                            |
| 20 april     | Pharrell Williams                     | Happy                            |
| 27 april     | Shem Thomas                           | Crossroads                       |
| 4 mei        | Pharrell Williams                     | Happy                            |
| 11 mei       | Aneta Sablik                          | The one                          |
| 18 mei       | Cro                                   | Traum                            |
| 25 mei       | John Legend                           | All of me                        |
| 1 juni       | Cro                                   | Traum                            |
| 8 juni       | Cro                                   | Traum                            |
| 15 juni      | Lilly Wood & The Prick & Robin Schulz | Prayer in C (Robin Schulz remix) |
| 22 juni      | Lilly Wood & The Prick & Robin Schulz | Prayer in C (Robin Schulz remix) |
| 29 juni      | Lilly Wood & The Prick & Robin Schulz | Prayer in C (Robin Schulz remix) |
| 6 juli       | Lilly Wood & The Prick & Robin Schulz | Prayer in C (Robin Schulz remix) |
| 13 juli      | Lilly Wood & The Prick & Robin Schulz | Prayer in C (Robin Schulz remix) |
| 20 juli      | Lilly Wood & The Prick & Robin Schulz | Prayer in C (Robin Schulz remix) |
| 27 juli      | Lilly Wood & The Prick & Robin Schulz | Prayer in C (Robin Schulz remix) |
| 3 augustus   | Lilly Wood & The Prick & Robin Schulz | Prayer in C (Robin Schulz remix) |
| 10 augustus  | Lilly Wood & The Prick & Robin Schulz | Prayer in C (Robin Schulz remix) |
| 17 augustus  | Lilly Wood & The Prick & Robin Schulz | Prayer in C (Robin Schulz remix) |
| 24 augustus  | Lilly Wood & The Prick & Robin Schulz | Prayer in C (Robin Schulz remix) |
| 31 augustus  | Lilly Wood & The Prick & Robin Schulz | Prayer in C (Robin Schulz remix) |
| 7 september  | Lilly Wood & The Prick & Robin Schulz | Prayer in C (Robin Schulz remix) |
| 14 september | Lilly Wood & The Prick & Robin Schulz | Prayer in C (Robin Schulz remix) |
| 21 september | Lilly Wood & The Prick & Robin Schulz | Prayer in C (Robin Schulz remix) |
| 28 september | Lilly Wood & The Prick & Robin Schulz | Prayer in C (Robin Schulz remix) |
| 5 oktober    | Lilly Wood & The Prick & Robin Schulz | Prayer in C (Robin Schulz remix) |
| 12 oktober   | Meghan Trainor                        | All about that bass              |
| 19 oktober   | Meghan Trainor                        | All about that bass              |
| 26 oktober   | Meghan Trainor                        | All about that bass              |
| 2 november   | Meghan Trainor                        | All about that bass              |
| 9 november   | Meghan Trainor                        | All about that bass              |
| 16 november  | David Guetta & Sam Martin             | Dangerous                        |
| 23 november  | David Guetta & Sam Martin             | Dangerous                        |
| 30 november  | Migros Ensemble                       | Ensemble                         |
| 7 december   | Migros Ensemble                       | Ensemble                         |
| 14 december  | Migros Ensemble                       | Ensemble                         |
| 21 december  | Migros Ensemble                       | Ensemble                         |
| 28 december  | Migros Ensemble                       | Ensemble                         |